# Антиазербайджанские настроения
Антиазербайджанские настроения, антиазербайджанство или азербайджанофобия в основном укоренились в нескольких странах, в первую очередь в Армении и Иране, где антиазербайджанские настроения иногда приводят к насилию на этнической почве.

## Армения
По данным опроса 2013 года, 63 % армян считают Азербайджан «самым большим врагом Армении». В 2021 году, в ответ на иск Азербайджана против Армении на предмет разжигания нетерпимости к азербайджанцам, Международный Суд ООН предписал властям Армении принять все необходимые меры для предотвращения разжигания расовой ненависти и её пропаганды, направленных против лиц азербайджанской национальности или этнической принадлежности, в том числе со стороны организаций и находящихся на её территории частных лиц.

### Ранний период
На протяжении истории в Армении были многочисленные случаи проявления антиазербайджанских настроений. Во время армяно-татарской резни 1905-07 годов 158 азербайджанских деревень были разрушены или разграблены (по сравнению со 128 разрушенными или разграбленными армянскими деревнями), и от 3000 до 10 000 мирных жителей были убиты с обеих сторон, причём азербайджанцы несли более высокие потери, в том числе из-за того, что азербайджанские толпы были плохо организованы, а дашнаки на армянской стороне были более эффективны. По словам профессора истории Фируза Каземзаде, «невозможно возложить вину за массовые убийства ни на одну из сторон. Похоже, что в одних случаях первыми стреляли азербайджанцы, в других — армяне».
В начале 20 века армяне Закавказья начали приравнивать азербайджанский народ к виновным в антиармянской политике, такой как геноцид армян в Османской империи.
Вскоре после этого в 1918 году началась волна антиазербайджанской резни как в Азербайджане, так и в Армении, которая продолжалась до 1920 года. Вначале в марте 1918 года в Баку произошла резня азербайджанцев. По оценкам, от 3 000 до 10 000 азербайджанцев были убиты националистическими дашнакскими армянами, организованными большевиком Степаном Шаумяном. Резня позже была названа мартовскими событиями.
С 1948 по 1953 год азербайджанцы, проживающие в Армянской ССР были депортированы. Депортации были осуществлены постановлением Совета Министров СССР от 23 декабря 1947 года о переселении азербайджанцев из их поселений на территории современной Армении. Решение было принято с применением силы, более 150 тысяч азербайджанцев были депортированы из 24 районов и города Еревана.

### Во время карабахского конфликта
В феврале 1988 года в Ереване, Армянская ССР, прошли демонстрации с требованием присоединения Нагорно-Карабахской автономной области Азербайджанской ССР к Армянской ССР. Совет народных депутатов Нагорного Карабаха проголосовал за выход из состава Азербайджана и присоединение к Армянской ССР. 26 февраля погром в городе Сумгаит, в результате которого погибли около 30 армян, привёл к росту антиазербайджанских настроений в Армении, что привело к массовым убийствам, изгнаниям и нарушениям прав человека азербайджанского народа как в Армении, так и в территориях, оккупированных армянскими войсками в Азербайджане. В 1988—1991 годах в Армении и Нагорном Карабахе было зарегистрировано 1500 нападений на азербайджанцев по национальному признаку, в результате которых было совершено 24 убийства, 380 грабежей и разбоев, 690 краж и погромов. По этим фактам было возбуждено 401 уголовное дело24 ноября 1988 года армянские банды сожгли дотла населённое азербайджанцами село Эйвазлы в Губадлинском районе Азербайджана. 26 ноября 1988 года 14 азербайджанцев были заживо сожжены группой армян в селе Гугарк Лорийской области. 26 марта 1990 года село Баганис-Айрум в Газахском районе подверглось нападению армянских военных, которые перешли границу с Арменией, сожгли около 20 домов и убили 11 мирных жителей Азербайджана.
После войны в Нагорном Карабахе антиазербайджанские настроения в Армении усилились, что привело к преследованию тамошних азербайджанцев. В начале 1988 года первые волны беженцев из Армении достигли Баку. В 1988 году азербайджанцы и курды (около 167 000 человек) были изгнаны из Армянской ССР. После карабахского движения началось насилие в форме убийства как армян, так и азербайджанцев и пограничных стычек. Азербайджанский оппозиционный конфликтолог Ариф Юнус утверждает, что в результате этих погромов в период с 1987 по 1990 год армяне убили 214 азербайджанцев.
7 июня 1988 года азербайджанцы были изгнаны из города Масис недалеко от армяно-турецкой границы, а 20 июня в Араратской области были зачищены пять азербайджанских сёл. Генрих Погосян в конечном итоге был вынужден уйти в отставку, обвинённый в том, что он позволил национализму развиваться свободно. Хотя чистки в партийных структурах Армении и Азербайджана проводились против тех, кто разжигал или не стремился предотвратить межнациональную рознь, в целом принятые меры считаются скудными.
1993 год был отмечен самой высокой волной азербайджанских внутренне перемещённых лиц, когда карабахские армянские силы оккупировали территории за пределами Нагорного Карабаха. В конечном итоге карабахским армянам удалось изгнать азербайджанцев из Нагорного Карабаха.
В ходе войны в Нагорном Карабахе погибло до 16 000 мирных жителей Азербайджана, 841 пропали без вести, а 724 000 азербайджанцев были перемещены из Армении, Нагорного Карабаха и прилегающих территорий. В феврале же 1992 года армянские вооружённые формирования совершили массовое убийство жителей азербайджанского города Ходжалы, что в ряде источников характеризуется как самое крупное и жестокое кровопролитие за время Карабахской войны.

### Межвоенный период

#### До 2020 года

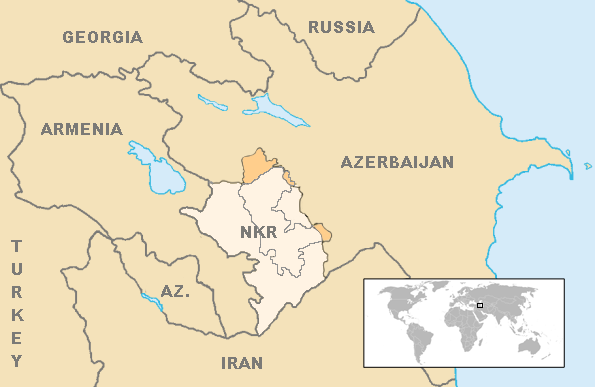
Линия соприкосновения между 1994 и 2020 годами после подписания перемирия. Армянские силы Нагорного Карабаха контролировали 7 районов за пределами бывшей Нагорно-Карабахской автономной области. С другой стороны, азербайджанские силы контролировали Шаумян и восточные районы Мардакерта и Мартуни

Антиазербайджанские настроения в Армении усилились после Карабахской войны. 16 января 2003 года когда обсуждались возможности того, что азербайджанцы и армяне когда-либо снова будут жить вместе, Роберт Кочарян заявил, что азербайджанцы и армяне «этнически несовместимы». Выступая 30 января в Страсбурге, генеральный секретарь Совета Европы Вальтер Швиммер заявил, что комментарий Кочаряна равносилен разжиганию войны. Президент Парламентской ассамблеи Совета Европы Петер Шидер выразил надежду, что замечание Кочаряна было неправильно переведено, добавив, что «с момента своего создания Совет Европы никогда не слышал словосочетания „этническая несовместимость“».
В 2010 году инициатива о проведении фестиваля азербайджанских фильмов в Ереване была заблокирована из-за народной оппозиции. Аналогичным образом, в 2012 году фестиваль азербайджанских короткометражных фильмов, организованный Кавказским центром миротворческих инициатив в Армении при поддержке посольств США и Великобритании, который должен был открыться 12 апреля, был отменён в Гюмри после того, как протестующие заблокировали место проведения фестиваля.
2 сентября 2015 года министр юстиции Арпине Ованнисян на своей личной странице в Facebook поделилась ссылкой на статью в интервью армянскому новостному сайту Tert.am, где она осудила приговор азербайджанскому журналисту и назвала ситуацию с правами человека в Азербайджане «ужасающей». Впоследствии министр подвергся критике за то, что она лайкнула расистский комментарий к вышеупомянутой публикации в Facebook, сделанный Ованесом Галаджяном, главным редактором местной армянской газеты «Иравунк»; в своём сообщении Галаджян прокомментировал на армянском языке: «Какие права человека, когда даже чисто биологически тюрок не может считаться человеком».

#### Разрушение мечети в Армении

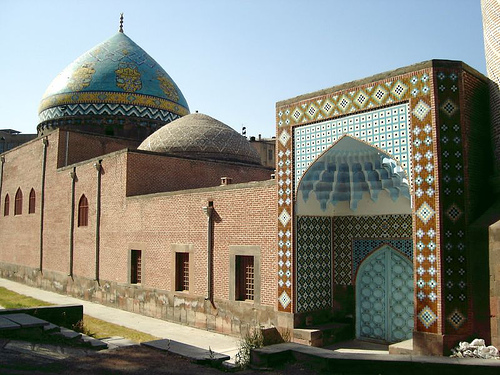
Голубая мечеть, Ереван

Голубая мечеть — единственная действующая и одна из двух оставшихся мечетей в нынешнем Ереване. По мнению Томаса де Ваала, вычеркнуть азербайджанцев Армении из истории стало проще благодаря лингвистической ловкости рук, поскольку до двадцатого века обозначение «азери» или «азербайджанец» не использовались в обычном обиходе, и эти люди упоминались как «татары», «тюрки» или просто «мусульмане». Де Ваал добавляет, что «однако они не были ни персами, ни турками; они были тюркоязычными шиитскими подданными династии Сефевидов Иранской империи». По словам Де Ваала, когда Голубую мечеть называют персидской, это «скрывает тот факт, что, когда она была построена в 1760-х годах, большинством верующих в ней на самом деле должны были являться азербайджанцы».

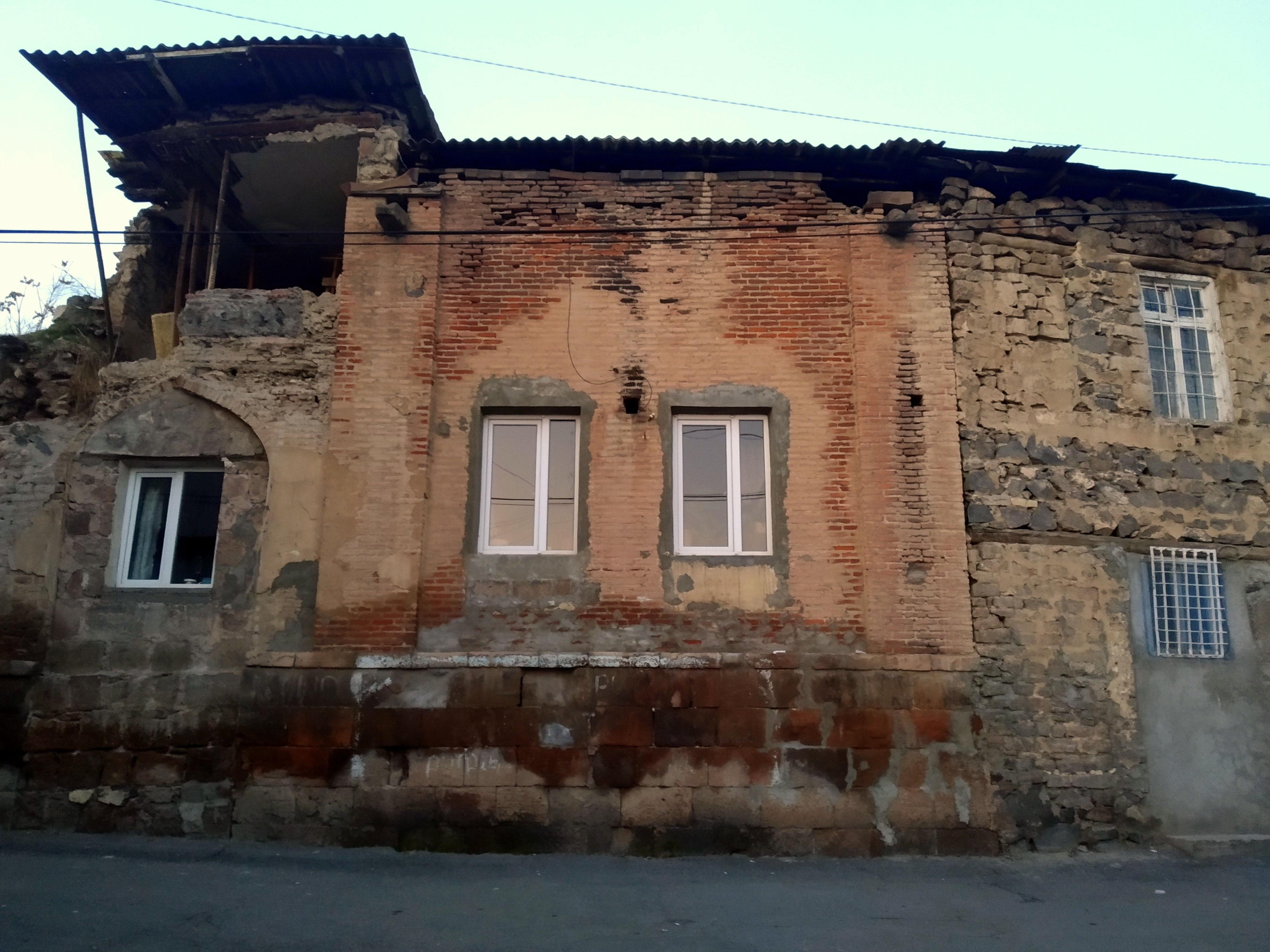
Мечеть Тапабаши, Конд, Ереван

#### Смена имён
Географические названия тюркского происхождения были в массовом порядке заменены на названия, звучащие по-армянски (в дополнение к тем, которые постоянно менялись с 1930-х гг.) и эта мера рассматривается некоторыми как способ стереть из народной памяти тот факт, что мусульмане когда-то составляли значительную часть местного населения. Согласно исследованию Гусика Гуляна, в период 2006—2018 гг. более 7700 тюркских географических названий, существовавших в стране, были изменены и заменены армянскими названиями. Эти тюркские имена в основном находились в районах, ранее густонаселённых азербайджанцами, а именно в областях Гегаркуник, Котайк и Вайоц Дзор, а также в некоторых частях Сюникской и Араратской областей.

#### Вторая карабахская война
Во время войны Армения нанесла удары по многим гражданским азербайджанским поселениям за пределами зоны конфликта, чаще всего по Тертеру, Бейлагану и Барде. Сообщалось об атаках включая атаку на Бейлаган 4 октября, в результате которого два мирных жителя погибли и ещё 2 получили ранения, на Геранбой 8 октября, убившего мирного гражданского, на Гадрут 10 октября, серьёзно ранен медицинский работник Тертер 15 октября, атака на кладбище в городе, в результате чего три мирных жителя погибли и по крайней мере пять мирных жителей были ранены и Физули 20 октября, в результате чего один мирный житель погиб и шесть получили ранения. Впоследствии и корреспондент, ведущий репортажи российского СМИ и директор аэропорта отрицали факт обстрела аэропорта, в то время как журналист BBC News Орла Герин посетила место происшествия и не нашла никаких доказательств наличия там какой-либо военной цели. Мари Струтерс, региональный директор Amnesty International в Восточной Европе и Центральной Азии, заявила, что «стрельба кассетными боеприпасами по гражданским территориям жестока и безрассудна и приводит к неисчислимым смертям, ранениям и страданиям». Уполномоченный по правам человека в Азербайджане назвал нападение «террористическим актом против мирного населения». О применении кассетных боеприпасов сообщила также The New York Times. 11 декабря Хьюман Райтс Вотч опубликовала обширный отчёт о незаконных ракетных ударах Армении по гражданским районам Азербайджана. В отчёте было рассмотрено 18 отдельных ударов, в результате которых погибли 40 мирных жителей и десятки получили ранения. В ходе расследований на местах в Азербайджане в ноябре Хьюман Райтс Вотч задокументировала 11 инцидентов, в которых армянские силы использовали баллистические ракеты, неуправляемые артиллерийские ракеты, крупнокалиберные артиллерийские снаряды и кассетные боеприпасы, которые поражали населенные районы в результате явно неизбирательных атак. По меньшей мере в четырех других случаях боеприпасы поражали мирных жителей или гражданские объекты в районах, где не было видимых военных целей. Атаки армян не только привели к жертвам среди гражданского населения, но и нанесли ущерб домам, предприятиям, школам и поликлинике и способствовали массовому перемещению населения. Хьюман Райтс Вотч призвала правительство Армении провести прозрачное расследование нападений армянских сил, нарушающих международное гуманитарное право или законы войны

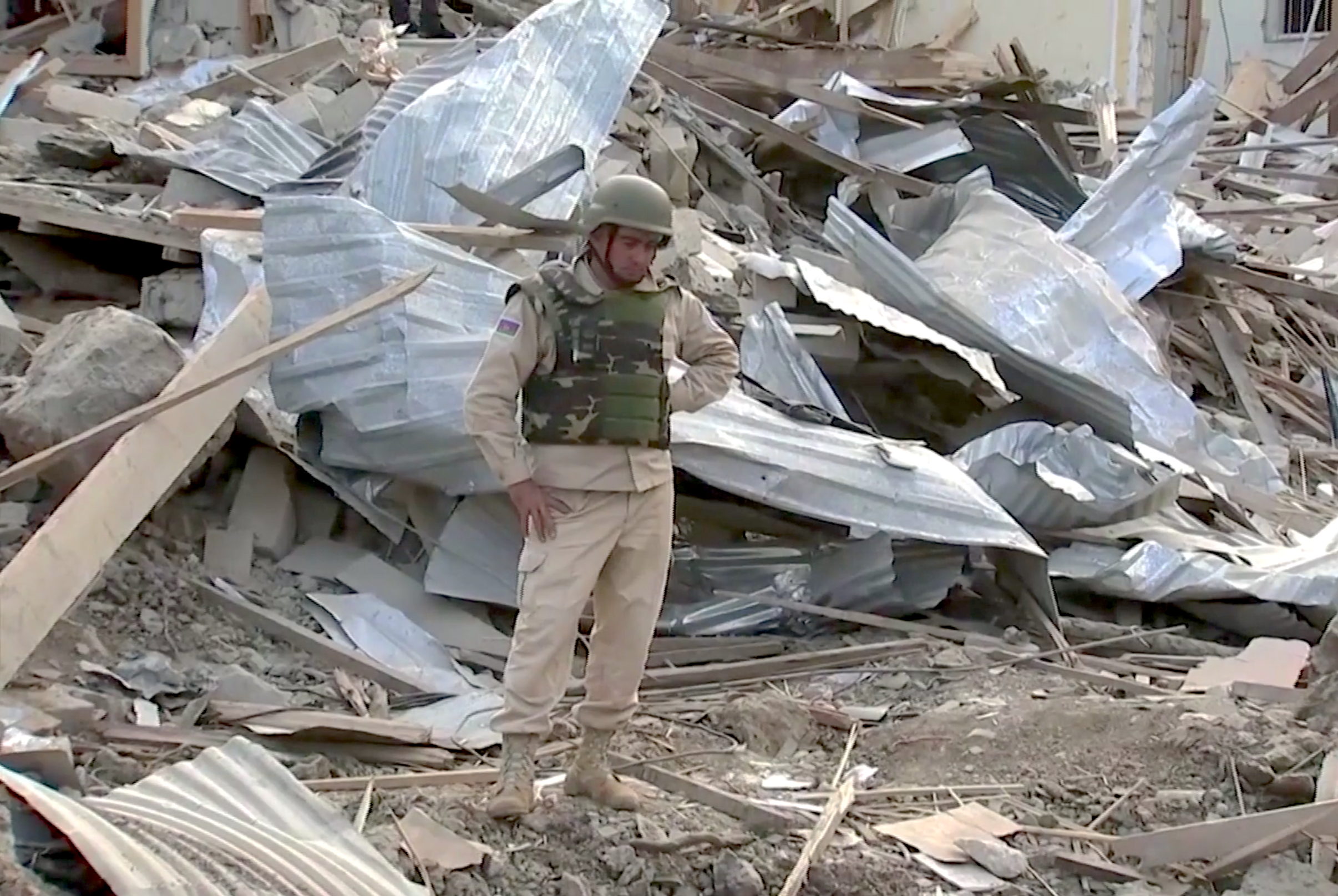
An Сотрудник ANAMA стоит среди руин разрушенного жилого дома в Гяндже, втором по величине городе Азербайджана, после ракетного удара армянскими войсками по городу

К 9 ноября более 93 азербайджанских мирных жителей были убиты армянскими силами, а к 2 ноября война привела к перемещению примерно 40 000 азербайджанцев. Сообщалось, что Армения использовала кассетные боеприпасы и, по данным Азербайджана, белый фосфор против азербайджанского гражданского населения.
Сообщалось о пытках и жестоком обращении с азербайджанскими военнопленными со стороны армянских сил во время войны. Наиболее известно то, что в середине ноября в социальных сетях были распространены видеозаписи двух раненых азербайджанских солдат, Амина Мусаева и Байрама Каримова, получивших первую помощь от украинского журналиста Александра Харченко и армянских солдат после вступления в силу прекращения огня. После этого было выпущено видео, на котором один из них подвергся жестокому обращению в автомобиле. Сообщается, что Мусаев лежал на земле в машине и спросил: «Куда мы идём?» В ответ предполагаемый армянский солдат сказал: «Если будешь вести себя хорошо, иди домой», и выругался, после чего стало ясно, что азербайджанского солдата били ногами и пытали. 18 ноября представитель Международного комитета Красного Креста (МККК) в Ереване заявил, что информация об этих людях «расследуется». Представитель МККК в Ереване Зара Аматуни также отказалась сообщить, располагала ли она какой-либо информацией о двух предполагаемых азербайджанских солдатах. Уполномоченный по правам человека в НКР сказал, что у него нет информации о Мусаеве и Каримове, но, если они были ранены, они «вероятно, были в больнице в Армении». Как сказано в сообщении МИД Азербайджана, вопрос расследуется и будет доложен соответствующим международным организациям. По сообщению ведомства, «информация о пытках заключённых сначала проверяется на достоверность и доводится до сведения соответствующих международных организаций». 25 ноября представители МККК посетили Мусаева и Каримова в Ереване. 5 декабря семьи Мусаева и Каримова были проинформированы об их состоянии в МККК. Согласно полученной копии письма, отправленного Мусаевым, он заявил, что его состояние хорошее. Сообщалось также, что Каримов отправил письмо своей семье, но его семья это отрицает.
В результате переговоров с участием международных организаций и миротворческого командования России Амин Мусаев и Байрам Каримов были освобождены из армянского плена и 14 декабря доставлены в Баку, и 30 декабря после лечения выписаны из больницы. 7 января 2021 года на пресс-конференции, организованной Государственной комиссией по делам военнопленных, заложников и пропавших без вести граждан Азербайджана, Амин Мусаев свидетельствовал, что он «был ранен в бою и не мог выбраться наружу. Днём позже армяне взяли меня в плен […] застали меня врасплох, когда я подошёл вплотную. Потом посадили в машину, накрытую мокрым одеялом. На протяжении всего пути армяне останавливались и били меня. Потом я потерял сознание и очнулся только в больнице. Ночью в больнице мне на шею облили горящую жидкость. […] Врач перевязывал мне рану каждые 2-3 дня. В течение 33 дней меня подвергали бесчеловечным пыткам, меня намеренно прооперировали, так что я остался инвалидом. […] Через 33 дня мне завязали глаза, отвезли в аэропорт и посадили в самолет». Мусаев добавил, что сразу после освобождения в Баку ему снова сделали операцию в Азербайджане.

## Грузия
Во время движения Грузии к независимости от Советского Союза азербайджанское население выражало опасения за свою судьбу в независимой Грузии. В конце 1980-х годов большинство этнических азербайджанцев, занимавших должности в органах местного самоуправления в азербайджанонаселённых районах, были уволены со своих должностей. В 1989 г. произошли изменения в этническом составе местных властей и переселение тысяч эко-мигрантов, пострадавших от оползней в горном районе Сванети. Местное азербайджанское население, принявшее мигрантов на первых порах, требовало лишь решения проблемы азербайджанского представительства на муниципальном уровне. Требования были проигнорированы; позже эко-мигрантов, культурно отличающихся от местного населения и сталкивающихся с социальными трудностями, обвиняли в нападениях и грабежах против азербайджанцев, что, в свою очередь, привело к демонстрациям, этническим столкновениям между сванами и азербайджанцами, требованию предоставления азербайджанской автономии в Борчалы и изгнание сванских переселенцев из Квемо-Картли. Антагонизм достиг своего пика во время президентства Звиада Гамсахурдиа (1991—1992), когда сотни азербайджанских семей были насильно выселены из своих домов в Дманиси и Болниси националистическими полувоенными формированиями и бежали в Азербайджан. Тысячи азербайджанцев эмигрировали, опасаясь националистической политики. В своём выступлении в Кварели Гамсахурдиа обвинил азербайджанское население Кахетии в том, что оно «подняло головы и мерилось мечами с Кахетией». Грузинская националистическая пресса выразила обеспокоенность быстрым естественным приростом азербайджанского населения.
Хотя этническое угнетение в 1990-е годы не имело широкого распространения, меньшинства в Грузии, особенно азербайджанцы и осетины, столкнулись с проблемой борьбы с националистическими организациями, созданными в некоторых частях страны. Ранее не склонные к миграции, азербайджанцы стали второй по численности эмигрантской этнической общиной в Грузии в начале 1990-х годов, причём три четверти этих в основном сельских эмигрантов уехали в Азербайджан, а остальные — в Россию. В отличие от других групп меньшинств, многие оставшиеся азербайджанцы ссылались на привязанность к своим родным общинам и нежелание покидать хорошо развитые фермы как на причину своего пребывания. Кроме того, азербайджанцы грузинского происхождения, которые иммигрировали в Азербайджан в разное время, в том числе 50 000 рождённых в Грузии супругов граждан Азербайджана, сообщили о бюрократических проблемах, с которыми сталкиваются в Азербайджане, причём некоторые из них не могут получить азербайджанское гражданство в течение почти 20 лет.

## Иран
Антиазербайджанские настроения уходят корнями в враждебность 1990-х годов, когда Азербайджан обвинил Иран в поддержке Армении в войне в Нагорном Карабахе, несмотря на то, что иранское правительство заявило, что помогло Азербайджану. Таким образом, в результате в Иране возникло чувство враждебности по отношению к Азербайджану, что, по иронии судьбы, укрепило союз между Ираном и Арменией.
В 2006 году карикатурный скандал азербайджанского народа привёл к волнениям, поскольку азербайджанцы сравниваются с тараканами персоязычным большинством населения. В течение 2012 года фанаты футбольного клуба «Трактор Сази», в котором доминируют азербайджанцы, скандировали антииранскую риторику, в которой высказывались против притеснения азербайджанцев со стороны иранского правительства и халатного отношения к этническим азербайджанцам после землетрясений в Восточном Азербайджане; иранская полиция отреагировала жестоко и арестовала десятки человек. Азербайджанские активисты также сталкиваются с растущими преследованиями со стороны иранского правительства за его усилия по защите азербайджанского меньшинства в Иране.
В 2020 году, во время Второй карабахской войны, антиармянский протест вспыхнул в провинциях, где доминируют азербайджанцы. Азербайджанцы потребовали закрытия границы между Ираном и Арменией и обвинили иранское правительство в молчаливой поддержке Армении; в ответ иранская полиция избила и арестовала протестующих азербайджанцев.